# Medalla Wollaston

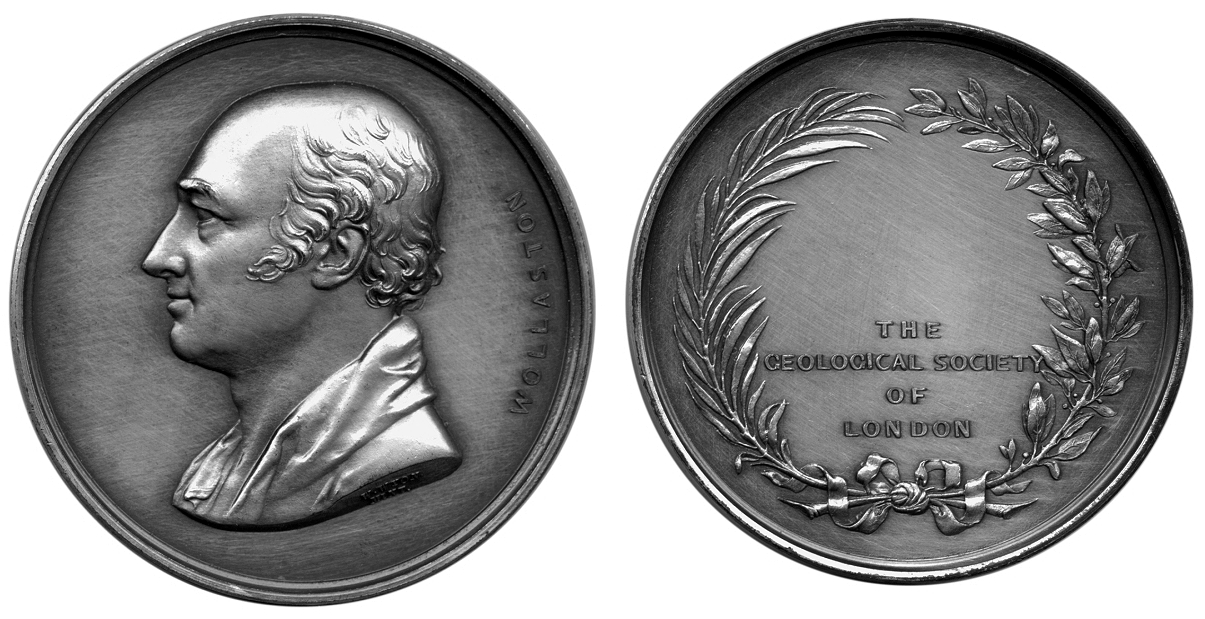
La Medalla Wollaston. GSL, 1832.

La Medalla Wollaston es un premio científico para la geología, el premio más alto concedido por la Geological Society of London (Sociedad Geológica de Londres).
La medalla lleva el nombre de William Hyde Wollaston (famoso químico inglés del siglo XVIII), y se la concedió por primera vez en 1831. Inicialmente estaba hecha de paladio, un metal descubierto por Wollaston.

## Laureados
| Año       | Galardonado(s)                            | Nacionalidad           | Campo de actividad |
| --------- | ----------------------------------------- | ---------------------- | --- |
| 1831      | William Smith                             | Reino Unido            | Geología, creador de la moderna Estratigrafía. |
| 1835      | Gideon Mantell                            | Reino Unido            | Paleontología, descubridor del primer fósil de dinosaurio: dientes de Iguanodon.                                                                                           |
| 1836      | Louis Agassiz                             | Suiza                  | Glaciología, Paleontología e Ictiología. |
| 1837      | Proby Thomas Cautley                      | Reino Unido            | Paleontología e Ingeniería. |
| 1837      | Hugh Falconer                             | Reino Unido            | Paleontología, Paleoantropología y Botánica, . |
| 1838      | Richard Owen                              | Reino Unido            | Paleontología, acuñó la palabra dinosaurio. |
| 1839      | Christian Gottfried Ehrenberg             | Alemania               | Geología, Zoología y Microscopía. |
| 1840      | André Hubert Dumont                       | Bélgica                | Mineralogía. |
| 1841      | Adolphe Théodore Brongniart               | Francia                | Botánica. |
| 1842      | Leopold von Buch                          | Alemania               | Geología, Paleontología, definió el sistema Jurásico. |
| 1843      | Jean-Baptiste Élie de Beaumont            | Francia                | Geología. |
| 1843      | Pierre-Armand Dufrénoy                    | Francia                | Mineralogía. |
| 1844      | William Conybeare                         | Reino Unido            | Geología. |
| 1845      | John Phillips                             | Reino Unido            | Geología. |
| 1846      | William Lonsdale                          | Reino Unido            | Paleontología, estudio de los corales. |
| 1847      | Ami Boué                                  | Austria                | Geología. |
| 1848      | William Buckland                          | Reino Unido            | Paleontología, escribió la primera descripción completa de un dinosaurio.                                                                                                  |
| 1849      | Joseph Prestwich                          | Reino Unido            | Geología, experto en el periodo Terciario. |
| 1850      | William Hopkins                           | Reino Unido            | Geofísica y Matemática. |
| 1851      | Adam Sedgwick                             | Reino Unido            | Geología, estudio de los estratos geológicos del Devónico y el Cámbrico.                                                                                                   |
| 1852      | William Henry Fitton                      | Reino Unido            | Geología. |
| 1853      | Adolphe d'Archiac                         | Francia                | Paleontología. |
| 1853      | Édouard de Verneuil                       | Francia                | Paleontología. |
| 1854      | Richard John Griffith                     | Reino Unido            | Geología y Paleontología. |
| 1855      | Henry De la Beche                         | Reino Unido            | Geología. |
| 1856      | William Edmond Logan                      | Canadá                 | Geología. |
| 1857      | Joachim Barrande                          | Francia                | Paleontología. |
| 1858      | Hermann von Meyer                         | Alemania               | Paleontología. |
| 1859      | Charles Darwin                            | Reino Unido            | Biología, creador de la Teoría de la evolución por selección natural. |
| 1860      | Searles Valentine Wood                    | Reino Unido            | Paleontología, estudio de los moluscos. |
| 1861      | Heinrich Georg Bronn                      | Alemania               | Geología y Paleontología. |
| 1862      | Robert Alfred Cloyne Godwin-Austen        | Reino Unido            | Geología. |
| 1863      | Gustav Bischof                            | Alemania               | Química. |
| 1864      | Roderick Murchison                        | Reino Unido            | Geología, describió e investigó el periodo Silúrico. |
| 1865      | Thomas Davidson                           | Reino Unido            | Paleontología, estudio de los braquiópodos. |
| 1866      | Charles Lyell                             | Reino Unido            | Geología, teórico del uniformismo. |
| 1867      | George Poulett Scrope                     | Reino Unido            | Vulcanología. |
| 1868      | Carl Friedrich Naumann                    | Alemania               | Cristalografía. |
| 1869      | Henry Clifton Sorby                       | Reino Unido            | Petrografía y Microscopía. |
| 1870      | Gérard Paul Deshayes                      | Francia                | Geología y Conquiliología. |
| 1871      | Andrew Ramsay                             | Reino Unido            | Geofísica. |
| 1872      | James Dwight Dana                         | Estados Unidos         | Mineralogía y Zoología. |
| 1873      | Philip de Malpas Grey Egerton             | Reino Unido            | Paleontología. |
| 1874      | Oswald Heer                               | Suiza                  | Paleobotánica. |
| 1875      | Laurent-Guillaume de Koninck              | Bélgica                | Paleontología y Química. |
| 1876      | Thomas Henry Huxley                       | Reino Unido            | Biología. |
| 1877      | Robert Mallet                             | Reino Unido            | Sismología e Ingeniería. |
| 1878      | Thomas Wright                             | Reino Unido            | Paleontología. |
| 1879      | Bernhard Studer                           | Suiza                  | Geología y Mineralogía. |
| 1880      | Gabriel Auguste Daubrée                   | Francia                | Geología e Ingeniería. |
| 1881      | Peter Martin Duncan                       | Reino Unido            | Paleontología, estudio de los corales. |
| 1882stria | Franz Ritter von Hauer                    | Austria                | Geología y Paleontología, estudio de los cefalópodos del Triásico y Jurásico.                                                                                              |
| 1883      | William Thomas Blanford                   | Reino Unido            | Geología y Zoología. |
| 1884      | Jean Albert Gaudry                        | Francia                | Geografía y Paleontología, estudio de los mamíferos. |
| 1885      | George Busk                               | Reino Unido            | Paleontología y Zoología, especialista en Bryozoa. |
| 1886      | Alfred Des Cloizeaux                      | Francia                | Mineralogía. |
| 1887      | John Whitaker Hulke                       | Reino Unido            | Paleontología y Oftalmología. |
| 1888      | Henry Benedict Medlicott                  | Reino Unido            | Geología y Paleontología. |
| 1889      | Thomas George Bonney                      | Reino Unido            | Geología alpina. |
| 1890      | William Crawford Williamson               | Reino Unido            | Paleobotánica. |
| 1891      | John Wesley Judd                          | Reino Unido            | Geología. |
| 1892      | Ferdinand von Richthofen                  | Alemania               | Geología y Geografía. |
| 1893      | Nevil Story Maskelyne                     | Reino Unido            | Mineralogía. |
| 1894      | Karl Alfred von Zittel                    | Alemania               | Paleontología y Paleobotánica. |
| 1895      | Archibald Geikie                          | Reino Unido            | Geología y Geografía. |
| 1896      | Eduard Suess                              | Reino Unido            | Geología, descubridor del supercontinente Gondwana y el Océano Tethys. |
| 1897      | Wilfred Hudleston                         | Reino Unido            | Geología. |
| 1898      | Ferdinand Zirkel                          | Alemania               | Petrografía. |
| 1899      | Charles Lapworth                          | Reino Unido            | Geología. |
| 1900      | Grove Karl Gilbert                        | Estados Unidos         | Geología, adelantó el comportamiento flexural de la corteza terrestre, la flexión litosférica.                                                                             |
| 1901      | Charles Barrois                           | Francia                | Geología y Paleontología. |
| 1902      | Friedrich Schmidt                         | Estonia                | Geología y Botánica. |
| 1903      | Heinrich Rosenbusch                       | Alemania               | Petrografía. |
| 1904      | Albert Heim                               | Suiza                  | Geología alpina. |
| 1905      | Jethro Justinian Harris Teall             | Reino Unido            | Geología. |
| 1906      | Henry Woodward                            | Reino Unido            | Geología y Paleontología. |
| 1907      | William Johnson Sollas                    | Reino Unido            | Geología y Paleontología. |
| 1908      | Paul Heinrich von Groth                   | Alemania               | Mineralogía. |
| 1909      | Horace Bolingbroke Woodward               | Reino Unido            | Geología. |
| 1910      | William Berryman Scott                    | Estados Unidos         | Paleontología de vertebrados, especialista en mamíferos. |
| 1911      | Waldemar Christofer Brøgger               | Noruega                | Mineralogía. |
| 1912      | Lazarus Fletcher                          | Reino Unido            | Geología. |
| 1913      | Osmond Fisher                             | Reino Unido            | Geofísica. |
| 1914      | John Edward Marr                          | Reino Unido            | Geología. |
| 1915      | Edgeworth David                           | Australia              | Geología y Exploración antártica. |
| 1916      | Aleksandr Petrovich Karpinski             | Rusia                  | Mineralogía. |
| 1917      | Antoine Lacroix                           | Francia                | Mineralogía. |
| 1918      | Charles Doolittle Walcott                 | Estados Unidos         | Paleontología de invertebrados. |
| 1919      | Aubrey Strahan                            | Reino Unido            | Geología. |
| 1920      | Gerard Jacob De Geer                      | Suecia                 | Geología, especialista en el Cuaternario. |
| 1921      | Benjamin Neeve Peach                      | Reino Unido            | Geología. |
| 1921      | John Horne                                | Reino Unido            | Geología. |
| 1922      | Alfred Harker                             | Reino Unido            | Petrología y Petrografía. |
| 1923      | William Whitaker                          | Reino Unido            | Hidrogeología. |
| 1924      | Arthur Smith Woodward                     | Reino Unido            | Paleontología, Paleoictiología y Paleoantropología. |
| 1925      | George William Lamplugh                   | Reino Unido            | Geología. |
| 1926      | Henry Fairfield Osborn                    | Estados Unidos         | Paleontología. |
| 1927      | William Whitehead Watts                   | Reino Unido            | Geología. |
| 1928      | Dukinfield Henry Scott                    | Reino Unido            | Paleobotánica. |
| 1929      | Friedrich Johann Karl Becke               | Austria                | Mineralogía. |
| 1930      | Albert Charles Seward                     | Reino Unido            | Paleobotánica del Mesozoico. |
| 1931      | Arthur William Rogers                     | Reino Unido            | Geología. |
| 1932      | Johan Herman Lie Vogt                     | Noruega                | Petrología. |
| 1933      | Marcellin Boule                           | Francia                | Paleontología y Paleoantropología, primero en estudiar al Homo neanderthalensis.                                                                                           |
| 1934      | Henry Alexander Miers                     | Reino Unido            | Mineralogía. |
| 1935      | John Smith Flett                          | Reino Unido            | Geología. |
| 1936      | Gustaaf Adolf Frederik Molengraaff        | Países Bajos           | Geología. |
| 1937      | Waldemar Lindgren                         | Suecia                 | Economía geológica. |
| 1938      | Maurice Lugeon                            | Suiza                  | Geología. |
| 1939      | Frank Dawson Adams                        | Canadá                 | Geología. |
| 1940      | Henry Woods                               | Reino Unido            | Geología. |
| 1941      | Arthur Louis Day                          | Estados Unidos         | Geofísica. |
| 1942      | Reginald Aldworth Daly                    | Canadá                 | Geología. |
| 1943      | Aleksandr Yevguénievich Fersman           | Rusia                  | Geoquímica y Mineralogía. |
| 1944      | Victor Moritz Goldschmidt                 | Noruega                | Geoquímica y Mineralogía. |
| 1945      | Owen Thomas Jones                         | Reino Unido            | Geología. |
| 1946      | Emmanuel de Margerie                      | Francia                | Geografía. |
| 1947      | Joseph Burr Tyrrell                       | Canadá                 | Geología, fue el primer descubridor de huesos fósiles del dinosaurio Albertosaurus.                                                                                        |
| 1948      | Edward Battersby Bailey                   | Reino Unido            | Geología. |
| 1949      | Robert Broom                              | Sudáfrica              | Paleontología. |
| 1950      | Norman Levi Bowen                         | Canadá                 | Petrología. |
| 1951      | Olaf Holtedahl                            | Noruega                | Geología. |
| 1952      | Herbert Harold Read                       | Reino Unido            | Geología. |
| 1953      | Erik Stensiö                              | Suecia                 | Paleontología y Paleozoología. |
| 1954      | Leonard Johnston Wills                    | Reino Unido            | Geología. |
| 1955      | Arthur Elijah Trueman                     | Reino Unido            | Geología. |
| 1956      | Arthur Holmes                             | Reino Unido            | Geología. |
| 1957      | Paul Fourmarier                           | Bélgica                | Geología. |
| 1958      | Pentti Eskola                             | Finlandia              | Geología, desarrolló el concepto de facies metamórficas. |
| 1959      | Pierre Pruvost                            | Francia                | Geología. |
| 1960      | Cecil Edgar Tilley                        | Australia              | Petrología. |
| 1961      | Roman Kozłowski                           | Polonia                | Paleontología. |
| 1962      | Leonard Hawkes                            | Reino Unido            | Geología. |
| 1963      | Felix Andries Vening Meinesz              | Países Bajos           | Geofísica y Geodesia, inventó un método preciso para medir la gravedad terrestre.                                                                                          |
| 1964      | Harold Jeffreys                           | Reino Unido            | Geofísica, Matemática, Estadística y Astronomía. |
| 1965      | David Meredith Seares Watson              | Reino Unido            | Paleontología y Zoología. |
| 1966      | Francis Edward Shepard                    | Estados Unidos         | Sedimentología. |
| 1967      | Edward Crisp Bullard                      | Reino Unido            | Geofísica. |
| 1968      | Raymond Cecil Moore                       | Estados Unidos         | Geología. |
| 1969      | William Maurice Ewing                     | Estados Unidos         | Geofísica y Oceanografía. |
| 1970      | Philip Henry Kuenen                       | Países Bajos           | Geología marina. |
| 1971      | Ralph Alger Bagnold                       | Reino Unido            | Ingeniería y Exploración del desierto. |
| 1972      | Hans Ramberg                              | Noruega                | Geología. |
| 1973      | Alfred Sherwood Romer                     | Estados Unidos         | Paleontología y Evolución vertebrada. |
| 1974      | Francis John Pettijohn                    | Estados Unidos         | Sedimentología. |
| 1975      | Hollis Dow Hedberg                        | Estados Unidos         | Geología, especialista en exploración del petróleo. |
| 1976      | Kingsley Charles Dunham                   | Reino Unido            | Geología y Mineralogía. |
| 1977      | Reinout William van Bemmelen              | Países Bajos           | Geología estructural, Economía geológica y Vulcanología. |
| 1978      | John Tuzo Wilson                          | Canadá                 | Geología y Geofísica, uno de los principales autores de la formulación final de la Tectónica de Placas y del desarrollo de la teoría del Ciclo supercontinental de Wilson. |
| 1979      | Hatton Schuyler Yoder                     | Estados Unidos         | Geofísica y Petrología. |
| 1980      | Augusto Gansser                           | Suiza                  | Geología. |
| 1981      | Robert Minard Garrels                     | Estados Unidos         | Geoquímica. |
| 1982      | Peter John Wyllie                         | Reino Unido            | Petrología. |
| 1983      | Dan Peter McKenzie                        | Reino Unido            | Geofísica. |
| 1984      | Kenneth J. Hsu                            | China                  | Geología. |
| 1985      | Gerald Joseph Wasserburg                  | Estados Unidos         | Geofísica, Geoquímica de isótopos, Cosmoquímica y estudio de los meteoritos.                                                                                               |
| 1986      | John Graham Ramsay                        | Reino Unido            | Geología estructural. |
| 1987      | Claude Jean Allègre                       | Francia                | Geoquímica. |
| 1988      | Alfred Ringwood                           | Australia              | Geofísica y Geoquímica. |
| 1989      | Drummond Hoyle Matthews                   | Reino Unido            | Geología marina y Geofísica, contribuyó en la teoría de las placas tectónicas.                                                                                             |
| 1990      | Wallace Smith Broecker                    | Estados Unidos         | Geocronología del Pleistoceno, Datación por radiocarbono y Oceanografía química.                                                                                           |
| 1991      | Xavier Le Pichon                          | Francia                | Geofísica. |
| 1992      | Martin Harold Phillips Bott               | Reino Unido            | Geología. |
| 1993      | Samuel Epstein                            | Canadá/ Estados Unidos | Geoquímica. |
| 1994      | William Jason Morgan                      | Estados Unidos         | Geofísico. |
| 1995      | George Patrick Leonard Walker             | Reino Unido            | Mineralogía y Vulcanología. |
| 1996      | Nicholas John Shackleton                  | Reino Unido            | Geología y Climatología, especialista en el Cuaternario. |
| 1997      | Douglas James Shearman                    | Reino Unido            | Geología. |
| 1998      | Karl Karekin Turekian                     | Estados Unidos         | Geología y Geoquímica. |
| 1999      | John Frederick Dewey                      | Reino Unido            | Geología estructural. |
| 2000      | William Sefton Fyfe                       | Canadá                 | Geoquímica. |
| 2001      | Harry Blackmore Whittington               | Reino Unido            | Paleontología, estudio de los trilobites. |
| 2002      | Rudolf Trümpy                             | Suiza                  | Geología alpina. |
| 2003      | Ikuo Kushiro                              | Japón                  | Geofísica. |
| 2004      | Geoffrey Eglinton                         | Reino Unido            | Geoquímica. |
| 2005      | Ted Irving                                | Reino Unido            | Paleomagnetismo. |
| 2006      | James Lovelock                            | Reino Unido            | Creador de la Hipótesis de Gaia. |
| 2007      | Andrew Knoll                              | Estados Unidos         | Paleontología, estudio de los microfósiles del Precámbrico. |
| 2008      | Norman Sleep                              | Estados Unidos         | Geofísica. |
| 2009      | Paul F. Hoffman                           | Canadá                 | Especialista del Precámbrico y creador de la teoría de la Glaciación global.                                                                                               |
| 2010      | Richard Hugh Sibson                       | Nueva Zelanda          | Geología |
| 2011      | Robert Stephen John Sparks                | Reino Unido            | Vulcanología |
| 2012      | Christopher Haswkesworth                  | Reino Unido            | Geología |
| 2013      | Kurt Lambeck                              | Países Bajos           | Geofísica |
| 2014      | Maureen Raymo (1.ª mujer galardonada)     | Estados Unidos         | Paleoclimatología, Geología marina |
| 2015      | James A. Jackson                          | India                  | |
| 2016      | Susan L. Brantley (2.ª mujer galardonada) | Estados Unidos         | |
| 2017      | Richard Alley                             | Estados Unidos         | |
| 2018      | Terry Plank (3.ª mujer galardonada)       | Estados Unidos         | Geoquímica |